# トーラン

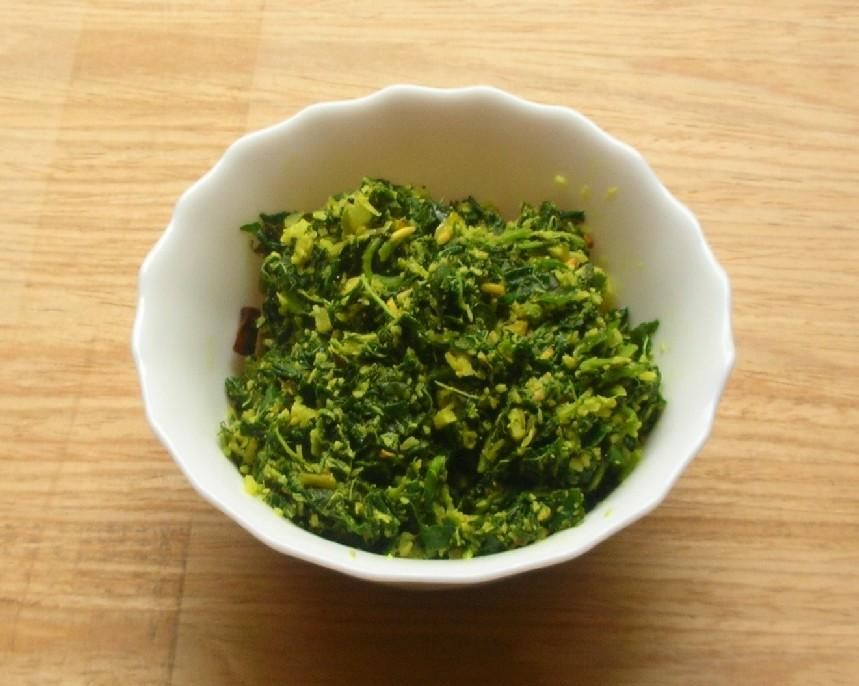
アマランサスの葉、ココナッツ、唐辛子その他から作った南ケーララの伝統的なトーラン

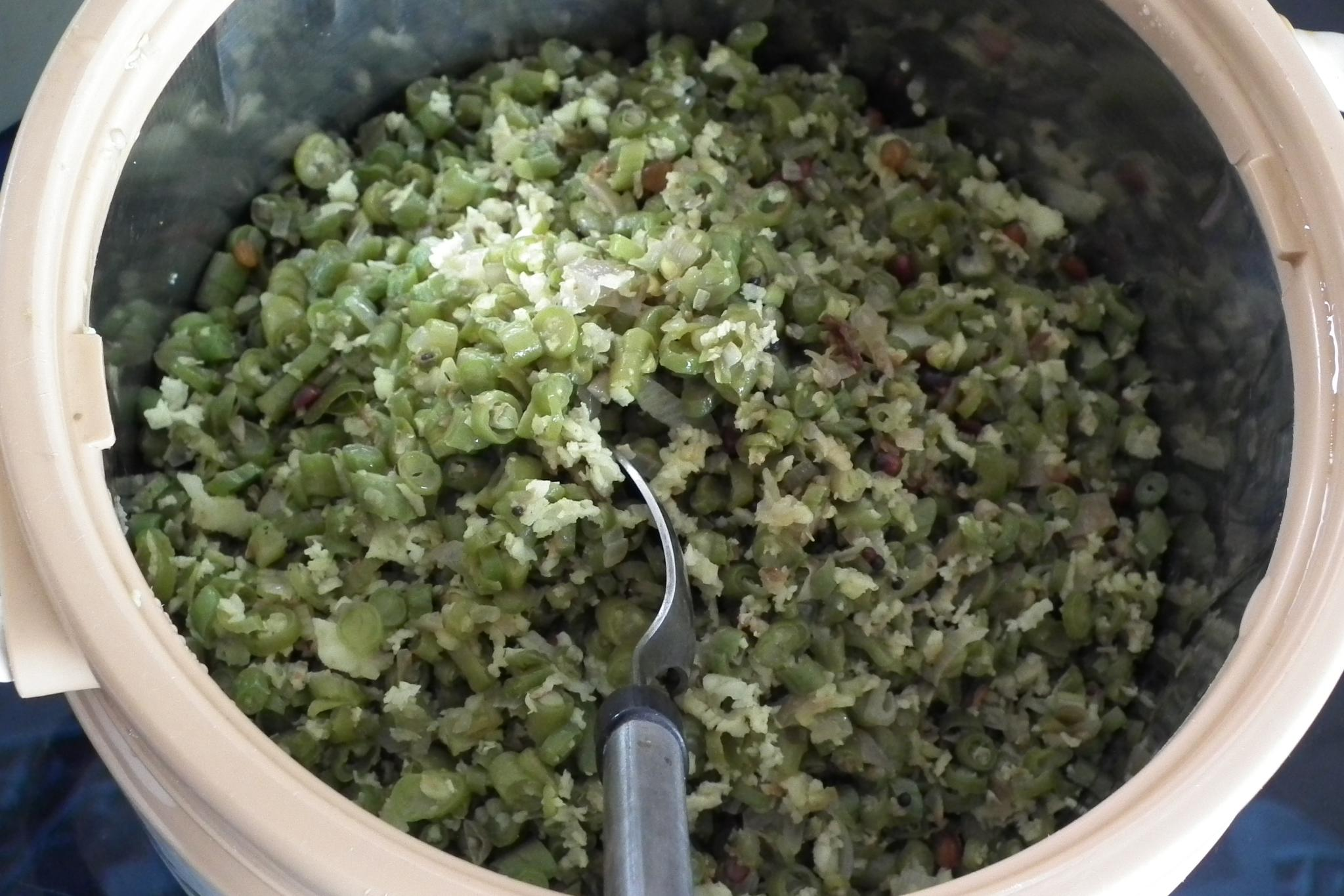
ジュウロクササゲのトーラン

トーラン(Thoran、マラヤーラム語:തോരൻ)は、ココナッツベースの野菜料理である。通常蒸し米とともに食べる。ケララ料理の1つで、サッディヤの一品である。表記ゆれ：トーレン

## 作り方
キャベツ、ジュウロクササゲやその他の豆、未熟なパラミツ、ツルレイシまたはゾウコンニャク、アマランサス、ワサビノキ、ヨウサイ等の葉、またワサビノキやシロゴチョウ等の花を細かく刻んで乾燥させた料理である。
刻んだ野菜は挽いたココナッツ、マスタードシード、オオバゲッキツの葉、ウコン粉と混ぜ、フライパンで乾煎りする。

## アレンジ

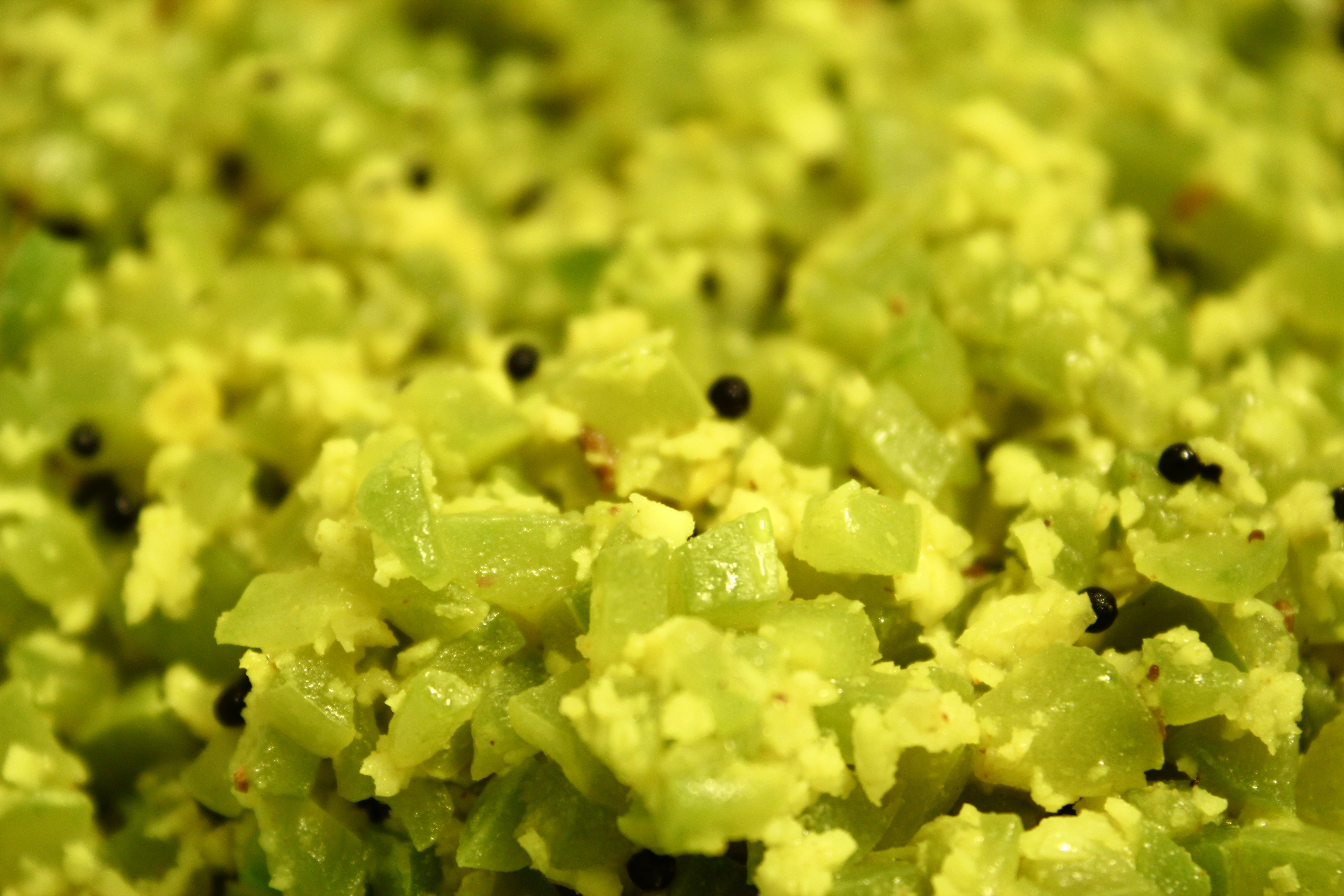
ヘビウリのトーラン

ニンジン、サヤインゲン、緑色のトマトやホウレンソウ等のケーララ州では入手できなかった野菜が加えられることもある。ケーララ州南部の伝統的なレシピではニンニクを使わないが、現在ではニンニクやタマネギも加える。